# El Cavaller de Vidrà
El Cavaller de Vidrà és una masia del terme municipal de Vidrà, a Osona, considerada com una de les més importants de Catalunya. L'actual edifici és un notable exemple del barroc de 1787. És una obra inclosa a l'Inventari del Patrimoni Arquitectònic de Catalunya.

## Descripció
Edifici de planta quadrada. Les dependències de l'interior s'organitzen entorn al pati central cobert i que allotja l'escala d'accés als pisos alts. La planta baixa és coberta amb voltes i la resta de l'edifici amb cabirons de fusta. La coberta és a quatre vessants amb teula àrab, sobre la qual es remunta una petita torre, que serveix de llanterna al pati interior. La façana sud disposa d'una galeria correguda, doncs, abasta totes les plantes. La resta de façanes són guarnides amb rics esgrafiats al gust barroc de l'època. L'edifici és bastant ben conservat i habitat.

## Història
La pairalia del Cavaller és documentada al segle xiii. L'estructura actual, però, és del segle xviii, i guarda un cert paral·lelisme amb la Vila de Llaés, bé la readaptació d'aquesta última no va ser acabada.

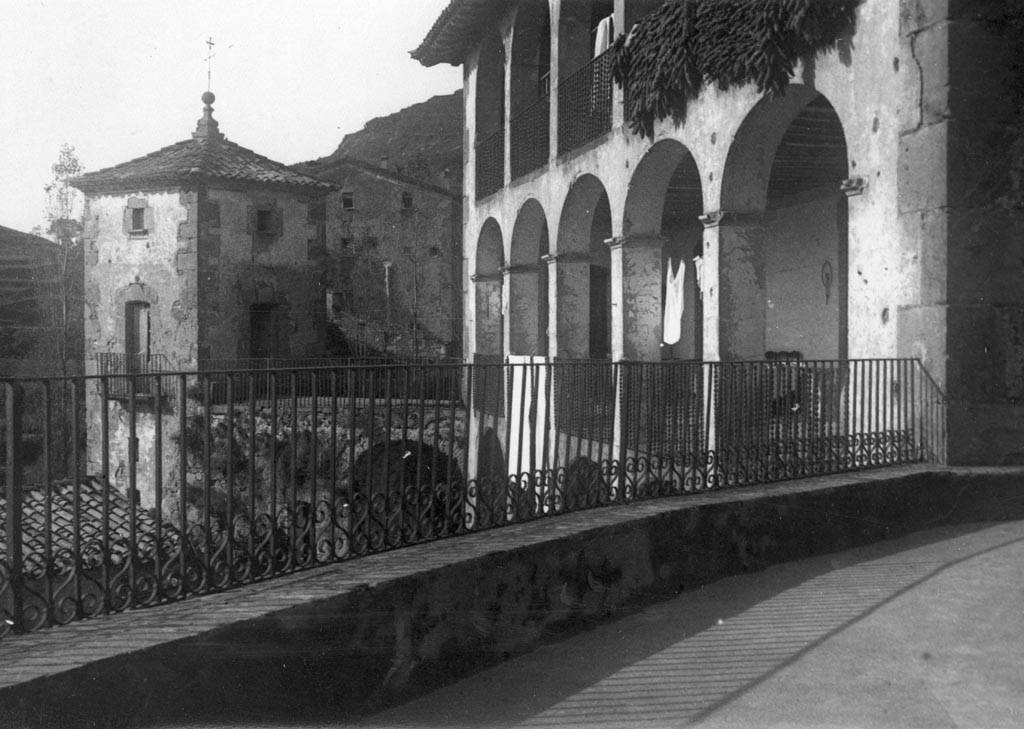
El Cavaller de Vidrà entre 1910 i 1936

Els inicis del mas es remunten al segle xiii; Guillem Cavaller va adquirir una casa a la sagrera de Vidrà. Durant més de dotze generacions la casa va pertànyer a la mateixa família, fins que el 1640 la pubilla de la família va contraure matrimoni amb l'hereu de la família Vila de Buscarons.
El 1771 el llavors propietari Francesc Vila Cavaller va contractar un arquitecte d'origen francès per construir una nova casa en el mateix indret on hi havia edificada la finca inicial, amb l'objectiu de donar-li un regal i una sorpresa a la seva dona, Josefa Pons. El fet va ser notícia a la zona i durant un temps la casa es va conèixer com «La Casa Nova de Vidrà», ja que el preu de la construcció havia pujat a unes 9.500 lliures.
Es va edificar una casa atípica a la zona, ja que es tractava d'una casa senyorial de muntanya, de tres plantes, feta d'una sola peça i només un estil arquitectònic, amb interiors molt ben il·luminats i un cos central sobresortint al centre de la teulada. Les habitacions comptaven amb balcons i finestres. A més, l'edifici tenia una petita capella d'estil barroc, dedicada a la Mare de Déu de la Mercè.
Amb els anys, la finca va passar a ser propietat de la família Vila i d'Abadal. Durant la guerra dels carlins es va fer servir com a quarter general i escola militar.
El 26 de juliol de 1874, el general carlí Francesc Savalls i Massot va protagonitzar una espectacular fugida de les forces cristines que l'havien encerclat en aquesta masia, durant la Tercera Guerra Carlina.